# 赫尔默·彼泽森
赫尔默·彼泽森（丹麥語：Helmer Pedersen，1930年3月28日—1987年8月24日），新西兰男子帆船运动员。他曾代表新西兰参加1964年夏季奥林匹克运动会帆船比赛，联同厄尔·韦尔斯获得一枚金牌。